# شورای سلوکیه-تیسفون
اسقف

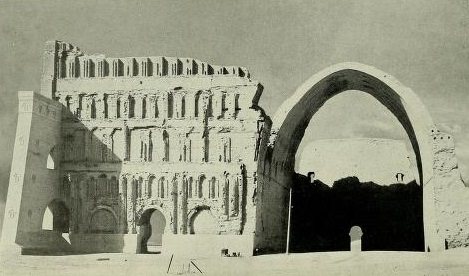
ویرانه‌های باقی مانده از کاخ تیسفون

شورای سلوکیه- تیسفون که به شورای مار اسحاق (Council of Mar Isaac) نیز معروف است، شورایی است که در سال ۴۱۰ پس از میلاد مسیح به دستور یزدگرد اول پادشاه ساسانی از اسقف‌های مسیحی موجود در امپراتوری ایران تشکیل شده و به دستور آن کلیسای مشرق یا کلیسای نِستوری یا کلیسای ایرانی (سریانی: ܥܕܬܐ ܕܡܕܢܚܐ Ēdṯāʾ d-Maḏenḥā) تأسیس می‌شود. این شورا تمامی اسقف نشین‌های ایران را پیرو اسقف اعظم درتیسفون می‌کند.